# У ліжку з Вікторією
«У ліжку з Вікторією» (фр. Victoria) — французька комедія-драма 2016 року, поставлена режисеркою Жустін Тріє. Прем'єра фільму відбулася 12 травня 2016 році на 69-му Каннському кінофестивалі, де він брав участь у програмі Міжнародного тижня критиків. У 2017 році стрічка отримала п'ять номінацій на отримання французької національної кінопремії «Сезар» за 2016 рік, у тому числі як найкращий фільм.

## Сюжет
Вікторія Спік (Вірджинія Ефіра) трохи за тридцять, вона розлучений адвокат, фахівець з кримінального права. Вона так багато працює, що майже не бачить своїх маленьких доньок і залишає їх на піклування нянь. Проте вона знаходить час, щоб сходити на весілля подруги. Там Вікторія стикається з колишнім клієнтом Семом (Венсан Лакост) і наймає хлопця як нову няню, хоча раніше Сем торгував наркотиками. Наступного дня виявляється, що один з друзів жінки, Венсан (Мельвіль Пупо), під час вечірки нібито зґвалтував свою дівчину. Та подає до суду, і Венсан переконує Вікторію стати його адвокатом. Тим часом літературний блогер Давид (Лоран Пуатрено), колишній чоловік Вікторії і батько її дітей, починає публікувати слабо завуальовані історії про еротичні пригоди Вікторії в той час, коли у неї ще був час для сексу.

## У ролях
| Вірджинія Ефіра | ···· | Вікторія Спік         |
| Венсан Лакост   | ···· | Самуель Малле         |
| Мельвіль Пупо   | ···· | Венсан Коссарскі      |
| Лоран Пуатрено  | ···· | Давид                 |
| Лоре Келамі     | ···· | адвокат Вікторії      |
| Аліс Даке       | ···· | Єва                   |
| Жулі Мульє      | ···· | суддя                 |
| Ельза Вольястон | ···· | провидиця             |
| Софі Фієр       | ···· | Софі                  |
| Артур Арарі     | ···· | дресувальник шимпанзе |
| Клер Бургер     | ···· | Леслі Шевальє         |

## Знімальна група
- Автор сценарію — Жустін Тріє, Тома Леві-Лан
- Режисер-постановник — Жустін Тріє
- Продюсер — Еммануель Шоме
- Оператор — Саймон Бофіл
- Монтаж — Лорен Сенешаль
- Підбір акторів — Сінтія Ара, Юна де Перетті
- Художник-постановник — Олів'є Мейдінгер
- Художник по костюмах — Шарлотта Вайссе

## Нагороди та номінації
| Список нагород та номінацій         | Список нагород та номінацій | Список нагород та номінацій         | Список нагород та номінацій | Список нагород та номінацій | Список нагород та номінацій |
| Кінопремія                          | Дата церемонії              | Категорія                           | Номінант(и)                 | Результат                   | Дж                          |
| ----------------------------------- | --------------------------- | ----------------------------------- | --------------------------- | --------------------------- | --------------------------- |
| Каннський міжнародний кінофестиваль | 2016                        | Приз журі «Собачої пальмової гілки» | Жак                         | Перемога                    |                             |
| Премія «Магрітт»                    | 4 лютого 2017               | Найкраща акторка                    | Вірджинія Ефіра             | Перемога                    | [ 7 ]                       |
| Премія «Люм'єр»                     | 30 січня 2017               | Найкраща акторка                    | Вірджинія Ефіра             | Номінація                   | [ 8 ]                       |
| Премія «Сезар»                      | 24 лютого 2017              | Найкращий фільм                     | У ліжку з Вікторією         | Номінація                   | [ 5 ]                       |
| Премія «Сезар»                      | 24 лютого 2017              | Найкраща акторка                    | Вірджинія Ефіра             | Номінація                   | [ 5 ]                       |
| Премія «Сезар»                      | 24 лютого 2017              | Найкращий актор другого плану       | Венсан Лакост               | Номінація                   | [ 5 ]                       |
| Премія «Сезар»                      | 24 лютого 2017              | Найкращий актор другого плану       | Мельвіль Пупо               | Номінація                   | [ 5 ]                       |
| Премія «Сезар»                      | 24 лютого 2017              | Найкращий сценарій                  | Жустін Тріє                 | Номінація                   | [ 5 ]                       |